# 小頭新衫魚
小頭新衫魚（学名：Neonesthes microcephalus）为輻鰭魚綱巨口鱼目巨口鱼科的其中一種。分布於全球三大洋海域，為深海魚類，棲息深度600-1600公尺，體長可達17.2公分。